# Oberviechtach
Oberviechtach – miasto w Niemczech, w kraju związkowym Bawaria, w rejencji Górny Palatynat, w regionie Oberpfalz-Nord, w powiecie Schwandorf, siedziba wspólnoty administracyjnej Oberviechtach do której jednak miasto nie należy. Leży w Lesie Czeskim, około 27 km na północny wschód od Schwandorfu, przy drodze B22.

## Dzielnice
W skład miasta wchodzą następujące dzielnice: Antelsdorf, Bahnhof Lind, Brandhäuser, Bruderbügerl, Brücklinghof, Dietersdorf, Eigelsberg, Forst, Gartenried, Gartenriedermühle, Gütting, Hannamühle, Herzoghof, Hof, Hornmühle, Johannisberg, Käfermühle, Knaumühle, Konatsried, Kotzenhof, Lind, Lukahammer, Mitterlangau, Neumühle, Niesaß, Nunzenried, Oberlangau, Obermurach, Pirk, Pirkhof, Plechhammer, Pullenried, Schönthan, Steinmühle, Tannermühle, Tressenried, Unterlangau, Weißbach, Werneröd, Wildeppenried i Ziegelhäusl.

## Współpraca
Miejscowości partnerskie:
- Bronniki, Ukraina
- Hann. Münden, Dolna Saksonia
- Libourne, Francja
- Nabburg, Bawaria
- Peilstein im Mühlviertel, Austria
- Poběžovice, Czechy
- Praga, Czechy
- Raschau-Markersbach, Saksonia
- Sterzing, Włochy